# Panamacris
Panamacris is een geslacht van rechtvleugeligen uit de familie Romaleidae. De wetenschappelijke naam van dit geslacht is voor het eerst geldig gepubliceerd in 1938 door Rehn.

## Soorten
Het geslacht Panamacris  is monotypisch en omvat slechts de volgende soort:
- Panamacris magnifica (Hebard, 1924)